# Giới hạn một bên

Đồ thị hàm số với đại diện cho hàm sign, với giới hạn trái là giới hạn phải là và hàm số có giá trị tại

Trong tính toán, giới hạn một bên là một trong hai giới hạn của hàm số f(x) cho biến thực x khi x gần tiến tới một điểm hạn định từ dưới lên hoặc từ trên xuống. Một giới hạn dạng đó có thể viết như sau:
{\displaystyle \lim _{x\to a^{+}}f(x)} hoặc {\displaystyle \lim _{x\downarrow a}\,f(x)} hoặc {\displaystyle \lim _{x\searrow a}\,f(x)} hoặc {\displaystyle f(x+)}
cho giới hạn khi x giảm dần tiến tới a (x tiến tới a "từ bên phải" hoặc "từ trên xuống"), tương tự với:
{\displaystyle \lim _{x\to a^{-}}f(x)} hoặc {\displaystyle \lim _{x\uparrow a}\,f(x)} hoặc {\displaystyle \lim _{x\nearrow a}\,f(x)} hoặc {\displaystyle f(x-)}
cho giới hạn khi x tăng dần tiến tới a (x tiến tới a "từ bên trái" hoặc "từ dưới lên").
Giới hạn một bên tồn tại và bằng nhau khi và chỉ khi giới hạn của f(x) khi x tiến tới a tồn tại. Trong một số trường hợp giới hạn {\displaystyle \lim _{x\to a}f(x)\,}không tồn tại, cho nên hai giới hạn một bên không xác định. Cho nên giới hạn x tiến dần tới a đôi lúc còn gọi là "giới hạn hai bên". Trong một số trường hợp chỉ có một trong hai giới hạn một bên tồn tại, và trong một số trường hợp cả hai đều không tồn tại.

## Quan hệ với các định nghĩa của giới hạn tô pô
Giới hạn một bên đến điểm p tương ứng với định nghĩa chung của giới hạn, với miền xác định của hàm số bị giới hạn về một phía, bằng cách cho phép miền xác định là một tập con của không gian tô pô, hay xét một không gian phụ một bên, đều chứa p.